# Stefan Prins
Stefan Prins (20 mai 1979) est un compositeur et musicien belge.

## Biographie

### Études
Né à Courtrai, Stefan Prins a étudié la composition au Conservatoire royal d'Anvers où il a obtenu un master (2009) et s'est spécialisé en sonologie (en) au Conservatoire royal de La Haye (2005). En 2017, il a obtenu un doctorat en composition à l'Université Harvard sous la direction de Chaya Czernowin.
Il est également diplômé de la Vrije Universiteit Brussel et de l'Université polytechnique de Catalogne en génie électrotechnique avec une spécialisation en photonique (2002).

### Carrière
La musique de Stefan Prins a été jouée dans de nombreux festivals internationaux de musique et séries de concerts tels que le Festival de Donaueschingen (Allemagne), Internationale Ferienkurse für Neue Musik (Darmstadt, Allemagne), ECLAT Festival (Stuttgart), Wittener Tage für neue Kammermusik (Allemagne), Züricher Tage für Neue Musik (Suisse), ISCM World Music Days (Wroclaw, Pologne), Deutschlandfunk Forum Neue Musik (Köln, Allemagne), University of Haifa (Israël), Imatronic ZKM (Karlsruhe), Under the Radar Festival (Omaha, USA), Moscow International House of Music (Russie), Wien Modern (Autriche), Ultima Oslo Contemporary Music Festival (Norvège), Ars Musica (Belgique), Museum of Contemporary Art Helsinki (Finlande), Installactions (Varsovie), Tzlil Meudcan (Tel Aviv), Mata Interval Series (NYC), Kesselhaus (Berlin, Allemagne), Nowy Teatr Warschau (Pologne), Musica Viva (München), Rainy Days Festival (Luxembourg), Huddersfield Contemporary Music Festival (Royaume-Uni), Impuls Festival (Autriche), Konzerthaus, Vienne (Autriche), Transit Festival (Belgique ), Festival Musica Strasbourg (France), Festival de Luzerne (Suisse).
De nombreux ensembles et musiciens ont interprété sa musique tels que Nadar Ensemble, Klangforum Wien, Ensemble Nikel, Ensemble Mosaik, Trio Accanto, Champ d'Action, Ensemble Recherche, Ensemble Dal Niente, Vertixe Sonora Ensemble, L'Arsenale, Zwerm Electric Guitar Quartet, Jean-Guihen Queyras, Chris Wild, Frederik Croene, Matthias Koole, Tom Pauwels, Mark Knoop, Gwen Rouger, Stéphane Ginsburgh, Sebastian Berweck, Séverine Ballon, et bien d'autres.
Stefan Prins est co-directeur artistique de Nadar Ensemble, membre fondateur de Ministry of Bad Decisions (live-electronics), avec Brian Archinal et Yaron Deutsch, et membre fondateur (2001) du trio composé instantané "collectief réFLEXible".
Il est professeur invité de composition à la Hochschule für Kunste Bern (à partir de 2018), à l'Académie norvégienne de musique d'Oslo (2019-2020) et est nommé professeur de composition et directeur du Studio de musique électronique à la Hochschule für Musik Carl Maria von Weber Dresden (à partir de mars 2020).

## Prix
- Kunstpreis Berlin für Musik (2016)[5]
- ISCM Young Composers Award (2014)[6]
- Lauréat de la Koninklijke Vlaamse Academie van België voor Wetenschappen en Kunsten, classe des Arts (2014)[7]
- Adelbert W. Sprague Prize pour "Generation Kill", Harvard University (2014)
- Young Belgian Musician of the Year (2012)[8]
- Kranichsteiner Musikpreis des Internationale Ferienkurse für Neue Musik pour la composition (Darmstadt, 2010)[9]
- Staubach Honorarium (2009, Darmstadt)
- International Impuls Composition Award (Graz, 2009)[10]
- Week of the Contemporary Music (Gent, 2006, 2nd Prize)
- KBC Aquarius Composition Award for Young Composers (Brussels, 2001)

## Selection de compositions
- under_current [2020-2021] (36') pour e-guitar, orchestre & live-electronics / créé par Yaron Deutsch, Luxembourg Philharmonic Orchestra, cond. Ilan Volkov, sound-engineer Florian Bogner aux Donaueschinger Musiktage, 15 Octobre 2021
- Third Space [2016–2018] (80') pour 10 musiciens, live-electronics & live-video, collaboration avec Daniel Linehan / créé par Klangforum Wien et dance company Hiatus aux Münchener Biennale für Neues Musiktheater 2018, 4 Mai 2018, München
- Piano Hero #4 [2016–2017] (12') pour midi-keyboard, live-electronics et live-video / créé par Stephane Ginsburgh au Centre de musique De Bijloke de Gand (nl), 25 Mars 2017, Gand
- Piano Hero #3 [2016] (25') pour piano, midi-keyboard et live electronics / créé par Stephane Ginsburgh en juillet 2016 aux Internationale Ferienkurse für Neue Musik
- Mirror Box Extensions [2014–2015] (35') pour 7 instruments, live-electronics & live-video / créé par Nadar Ensemble aux Donaueschinger Musiktage 2015, 17 Octobre 2015, Donaueschingen
- Mirror Box (Flesh+Prosthesis #3) [2014] (22') pour saxophone ténor, percussion, piano & live-electronics / crée par le Trio Accanto au Eclat Festival, 6 février 2014, Stuttgart
- Flesh+Prosthesis No. 0, 1, 2 [2013–14] (16') pour saxophone ténor, percussion, piano, electric guitar & live-electronics / créé par Nikel Ensemble
- Generation Kill [2012] (25') pour percussion, electric guitar, violin, cello, 4 musicians avec game controllers, 4 video-projections, live-video / créé en Octobre 2012 par Nadar Ensemble au Donaueschingen Festival
- Piano Hero #2 [2011, rev. 2013, 2016] (8') pour amplified piano, midi-keyboard, live-electronics et video / créé par Mark Knoop en novembre 2011 au Huddersfield Contemporary Music Festival
- Piano Hero #1 [2011] (8') pour midi-keyboard, live-electronics et video / créé par Frederik Croene, 2011, deSingel
- Fremdkörper #3 [2010] (11') pour amplified ensemble & sampler / créé par Klangforum Wien, 2011, au Impuls Festival

## Sélection d'enregistrements
- Augmented, Kairos 0015044KAI (Avril 2019), monographic DVD+CD[11]
- "Flesh+Prosthesis #0–2", "Fremdkörper #2" on Nikel – A Decade (Juillet 2017)[12]
- Cloud Chamber – improvisations with Peter Jacquemyn on Champdaction Recordings (Décembre 2016)[13]
- "Mirror Box Extensions" on Donaueschinger Musiktage 2015, Neos 11611-12 (Octobre 2016)[14]
- "Mirror Box (Flesh+Prosthesis #3)" on Trio Accanto Edition Vol. 1, WERGO (2016)[15]
- "Generation Kill" on Donaueschinger Musiktage 2012, Neos 11303-05 (Octobre 2013)[16]
- Fremdkörper, Sub Rosa SR352 (Juin 2012): monographic double-cd[17]
- Realgar – improvisations with collectief reFLEXible, Amirani Records, AMRN 013 (Octobre 2008)[18]

## Sélection bibliographique

### À propos de Stefan Prins
- Alien Bodies, Stefan Prins' aesthetics of music, Tomasz Biernacki, Dissonance[19]
- Darmstadt New Wave Modernism, Celeste Oram, Tempo (2015)[20]

### De Stefan Prins
- Corps Hybrides dans les Espaces Hybrides, Dissonance nr. 140 (Decembre 2017)[21]
- Über das Multidimensionale, MusikTexte, Heft 145 (Mai 2015)[22]
- Het Theater van het Hybride Lichaam, Kunsttijdschrift Vlaanderen (Avril 2015)
- Composing Today : Luft von diesem Planeten, Darmstädter Beiträge zum Neuen Musik, band 22 (Août 2014)[23]
- Composing Today : Luft von diesem Planeten, Klangforum Agenda 2013–14 (Août 2013)[24]
- Together with Pieter Matthynssens: “Nadar Ensemble: Verankerung in der heutigen Welt, in Positionen, Heft 97 (Novembre 2013)
- Komponieren Heute: Luft von diesem Planeten, in Positionen, Heft 97 (Novembre 2013)